# Dubbelgevoede elektrogenerator

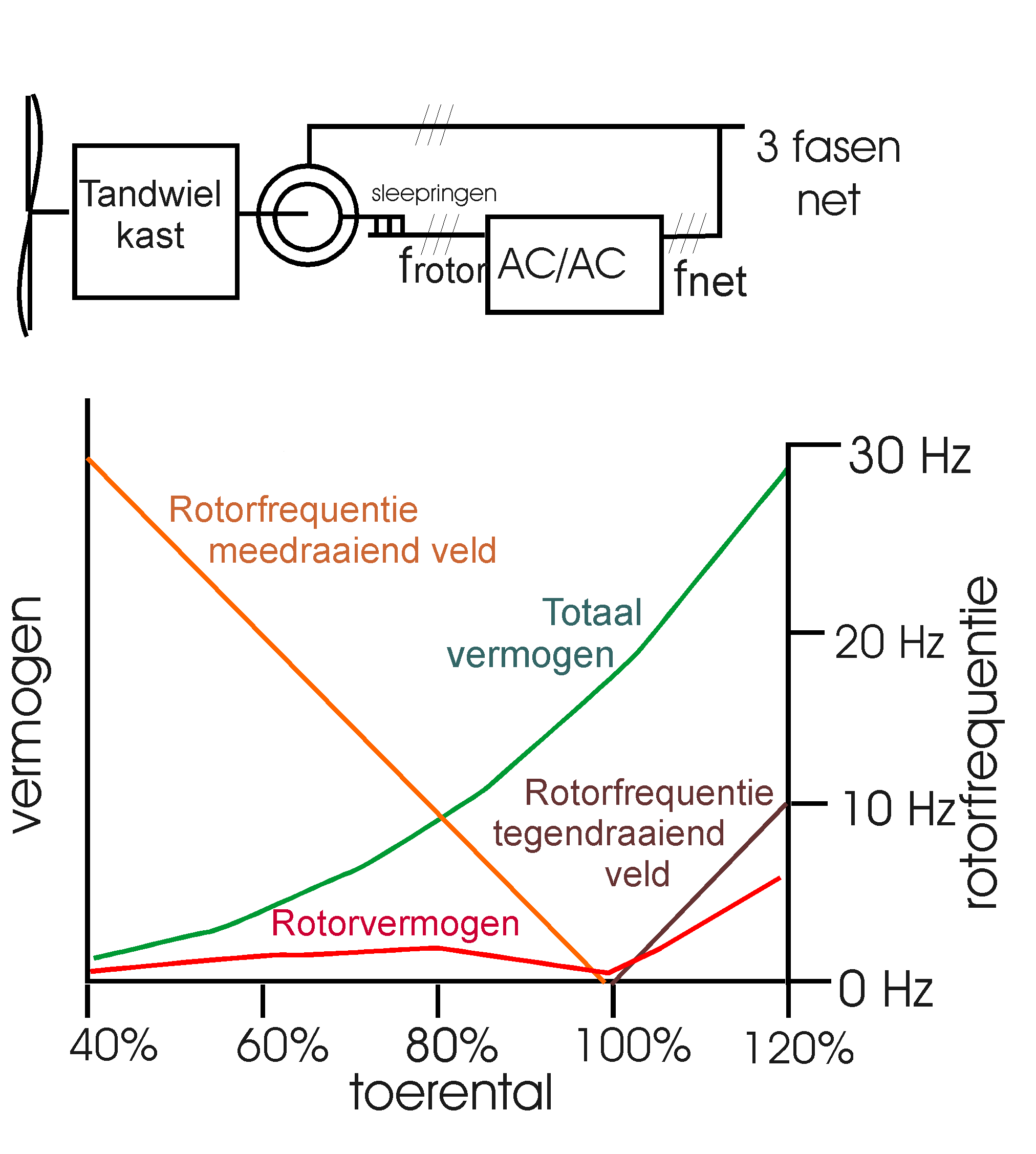
Dubbelgevoede elektrogenerator gekoppeld aan en windturbine bij optimaal aan windsnelheid aangepast toerental

De dubbelgevoede elektrogenerator meestal aangeduid als dubbel gevoede inductie generator (DFIG) is een generatortype dat vooral veel wordt toegepast in windturbines. Bij dit type generator heeft zowel de stator als de rotor een driefasenwikkeling, waarmee door aansluiten van  een driefasenspanning een draaiveld kan worden opgewekt. Het aantal polen van de rotor is even groot als dat van de stator. 
Zoals alle elektrische machines kan dit type ook gebruikt worden als motor. 

## Werking
De werking van een dubbelgevoede elektrogenerator valt te verdelen in drie verschillende bedrijfstoestanden afhankelijk van het toerental van de generator. Dit toerental kan afhangen van de aandrijvende bron, bijvoorbeeld de rotor van een windturbine.

### Werking onder het synchrone toerental
Bij toerentallen lager dan het synchrone toerental draait het veld van de rotor met dat van de stator mee. 
Het meedraaiende veld in de rotor compenseert zo het lagere toerental, zodat aan statorzijde de veldverdeling gelijk is aan die van een synchrone generator. 
In deze situatie wordt vermogen aan de rotor toegevoerd en circuleert het vermogen dus omdat het door de stator afgegeven vermogen ten dele wordt gebruikt om de rotor te voeden. Bij windturbines is het vermogen bij lage toerentallen relatief gering, zodat dit circuleren geen groot bezwaar is. Het totaal geleverde vermogen is gelijk aan het door stator afgegeven vermogen minus het door de rotor opgenomen vermogen.

### Werking op het synchrone toerental
Wanneer de generator werkt op het synchrone toerental, wordt de rotor met gelijkstroom bekrachtigd en is de werking gelijk aan die van een synchrone elektrische machine.

### Werking boven het synchrone toerental
Bij toerentallen boven het synchrone toerental draait het veld in de rotor tegen dat van de stator in, gezien vanuit de rotor. Dit betekent dat de rotor ook vermogen gaat leveren. Het totaal geleverde is nu de som van het door stator en rotor geleverde vermogen. Bij bijvoorbeeld een toerental dat het dubbele is van het synchrone toerental, leveren stator en rotor evenveel vermogen.
De machine wordt in de laatste bedrijfstoestand zeer efficiënt gebruikt, doordat zowel rotor als stator aan de vermogenslevering deelnemen.